# 温州理工学院
温州理工学院，是位于浙江省温州市的一所公办高水平理工类应用型大学。

## 历史沿革
2004年，温州大学瓯江学院成立，是一所有办学特色的多科性本科独立学院。有38个本科专业，涵盖经济学、法学、教育学、文学、理学、工学和管理学等七大学科门类。
2020年12月24日，教育部发展规划司发布《关于拟同意设置本科高等学校的公示》，拟定同意温州大学瓯江学院转设为公办普通高等学校温州理工学院。
2021年1月25日，经中华人民共和国教育部批准，原由温州大学管理的独立学院温州大学瓯江学院脱离该校管理，转设为公办普通高等学校温州理工学院，由浙江省人民政府领导管理。

## 学校简介
温州理工学院（Wenzhou University of Technology），是一所独立设置的本科层次公办普通高等学校，是浙江省应用型建设试点示范院校，是BGA国际认证会员院校，是国际丝路创业教育联盟温州基地。学校位于温州。
学校有滨海和茶山两个校区，占地面积901.8亩，校舍面积40.9万平方米；学校下设12个教学机构，有本科专业35个（其中在招专业28个），涵盖工学、理学、经济学、管理学、文学、法学、艺术学等七大学科门类，有省级一流本科专业建设点5个，省级特色专业4个，国一流课程1门、省级一流课程76门、省级重点建设实验教学示范中心3个、省级大学生校外实践教育基地4个（截至2024年9月）。
温州理工学院的前身是成立于2000年的温州师范学院瓯江学院，2006年更名为温州大学瓯江学院。2021年1月27日，经教育部批准正式转设为公办普通本科高校。

## 教学机构
- 经济与管理学院
- 法学院
- 马克思主义学院
- 文学与传媒学院
- 数据科学与人工智能学院
- 电气与电子工程学院
- 建筑与能源工程学院
- 设计艺术学院
- 外国语学院
- 国际教育学院（筹）
- 创新创业学院
- 继续教育学院
- 公共体育部
- 机器人工程学院